# Sexto Plácito

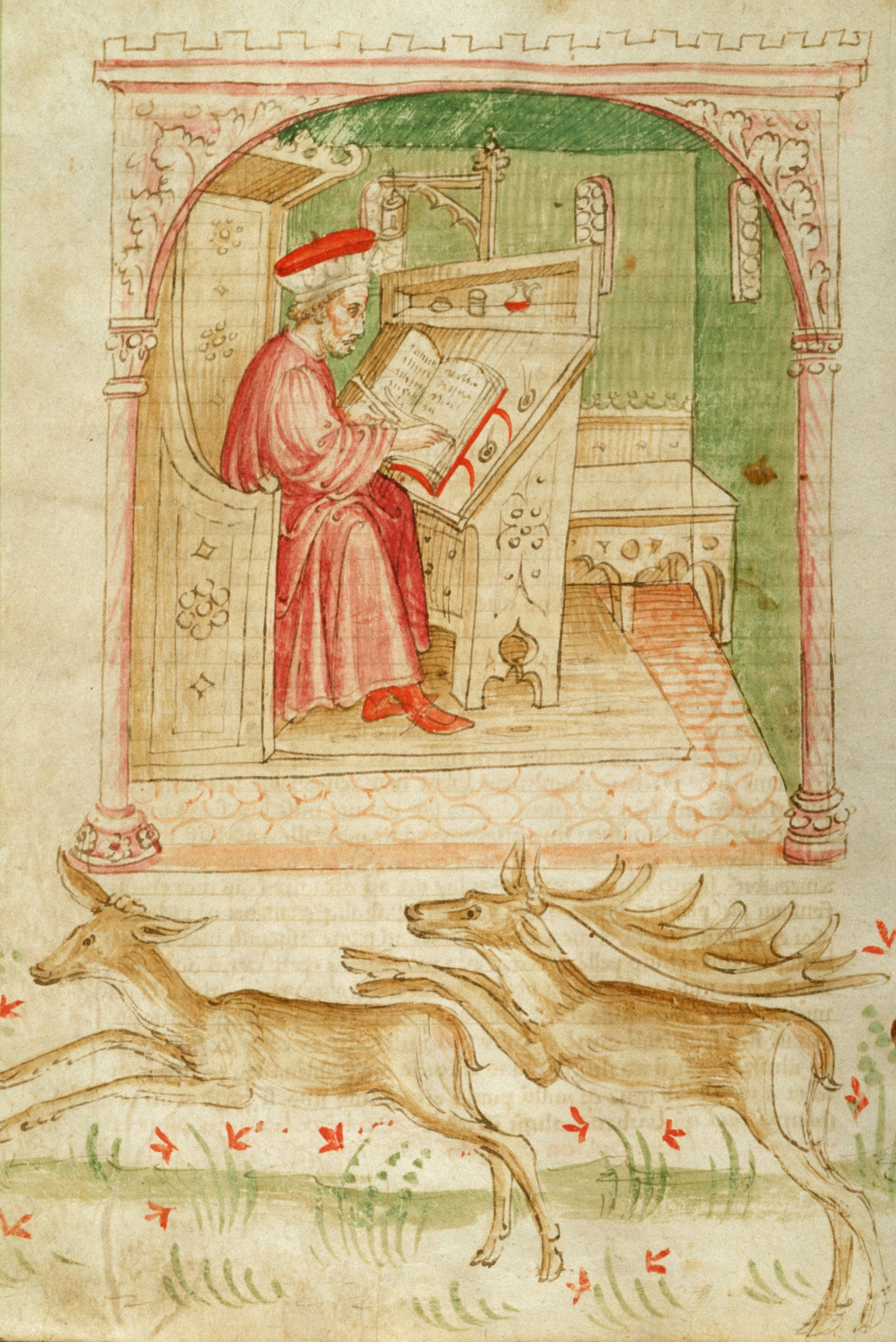
Sexto Plácito descrito num manuscrito de seu livro. Lombardia, ca. 1400

Sexto Plácito de Papira (em latim: Sextus Placitus Papyriensis fl. c. 370) foi um antigo médico romano do século IV, melhor conhecido por seu livro Libri medicinae Sexti Placiti Papyriensis ex animalibus pecoribus et bestiis vel avibus Concordantiae. Nessa obra, Plácito escreveu descrições de medicamentos derivados de animais e outras fontes como, por exemplo, consumir um filhote de cão cozido para aliviar cólica ou cortar uma lasca duma porta que uma eunuco acabou de atravessar para baixar febre.